# Verpa conica
Verpa conica (Otto Friedrich Müller, 1775 ex Olof Swartz, 1815) din încrengătura Ascomycota în familia Morchellaceae și de genul Verpa, este o ciupercă comestibilă. Această specie în diverse regiuni destul de rară este denumită în popor zbârciog corcit, fiind în mod predominant locuitoare de sol saprofit calcaros. Buretele se dezvoltă în România, Basarabia și Bucovina de Nord deja din aprilie până în mai (iunie), crescând solitar sau în grupuri mici prin lunci, de asemenea în parcuri, grădini, poieni, prin tufișuri și mărăciniș, la margini de pădure și pe malurile de râuri, pâraie și izvoare.

## Descriere

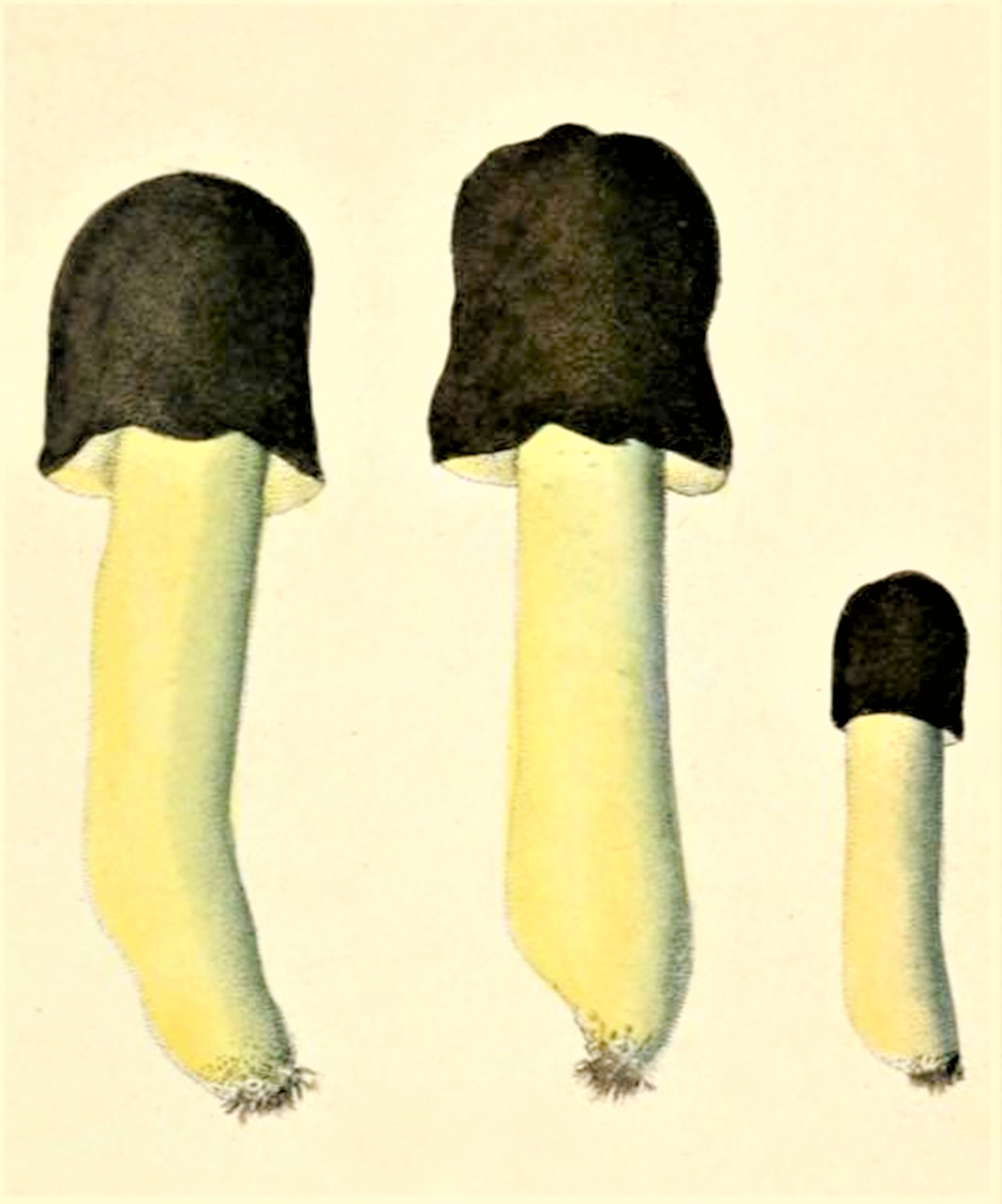
Sturm: V. conica

- Corpul fructifer: El are o înălțime de 2 până 4,5 cm și un diametru de maximal 3 cm, fiind în tinerețe ovoidal, căpătând apoi o formă conică sau de degetar. Ea are o suprafață adesea neregulată, ușor zbârcită și ceva alveolată. Culoarea variază între maro deschis și brun-măsliniu. Pălăria este fuzionată cu piciorul numai în vârf.
- Piciorul: El are o lungime de 5-12 cm, o grosime de 1-1,5 (2) cm, este cilindric îngustându-se înspre partea superioară, în tinerețe ușor împăiat în interior și la maturitate gol, fiind de culoare albicioasă până pal gălbuie, presărată cu bobițe mici maronii dispuse în șiruri.
- Carnea: Ea este albicioasă, ceroasă și fragilă, având un miros aproape imperceptibil precum un gust plăcut.
- Caracteristici microscopice: are spori elipsoidal-fusiformi, netezi, hialini (translucizi) și au o mărime de 22-24 x 12-14 microni. Pulberea lor este albicioasă.[3][4]

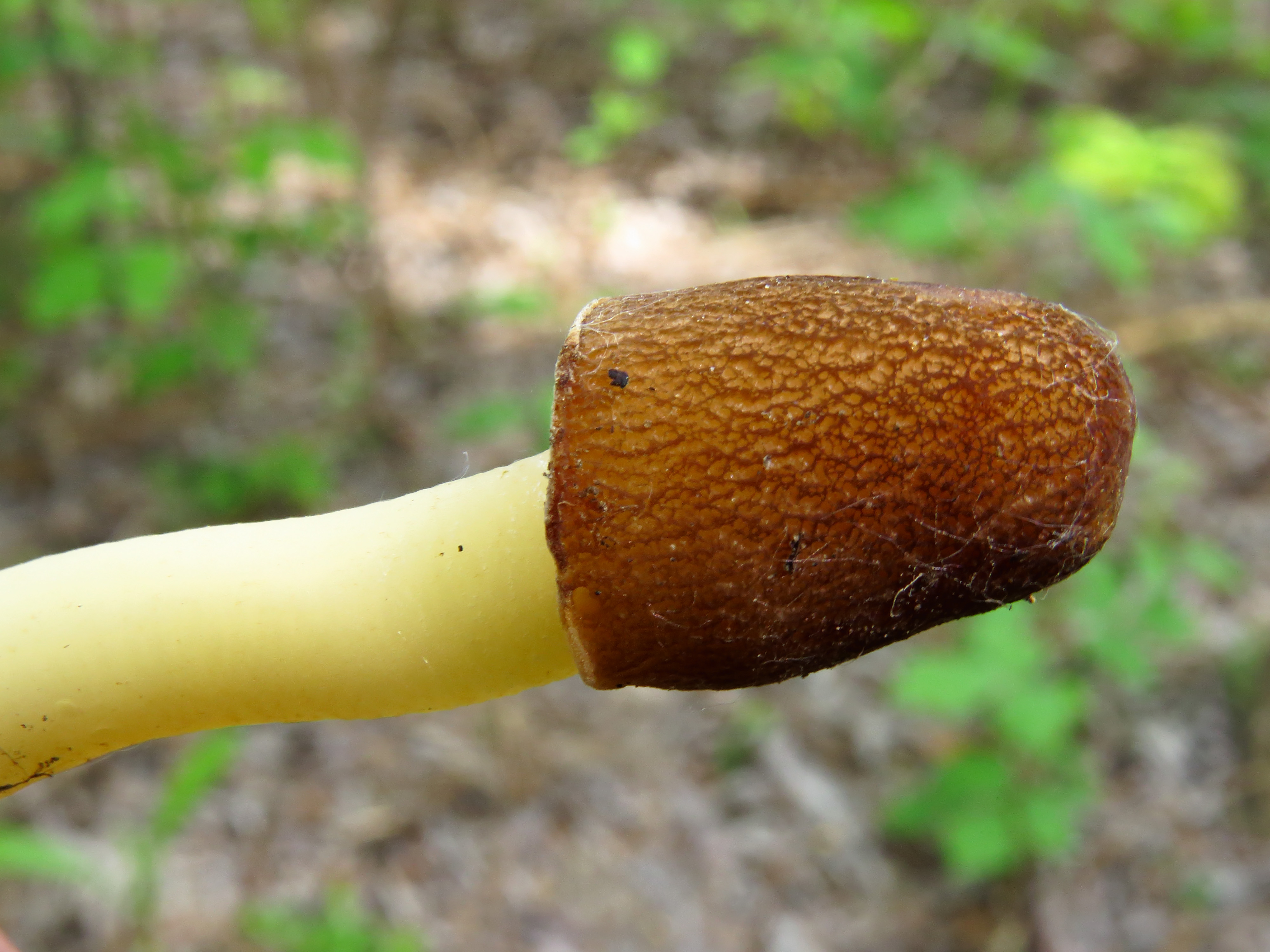
V. conica, corp fructifer mai tânăr
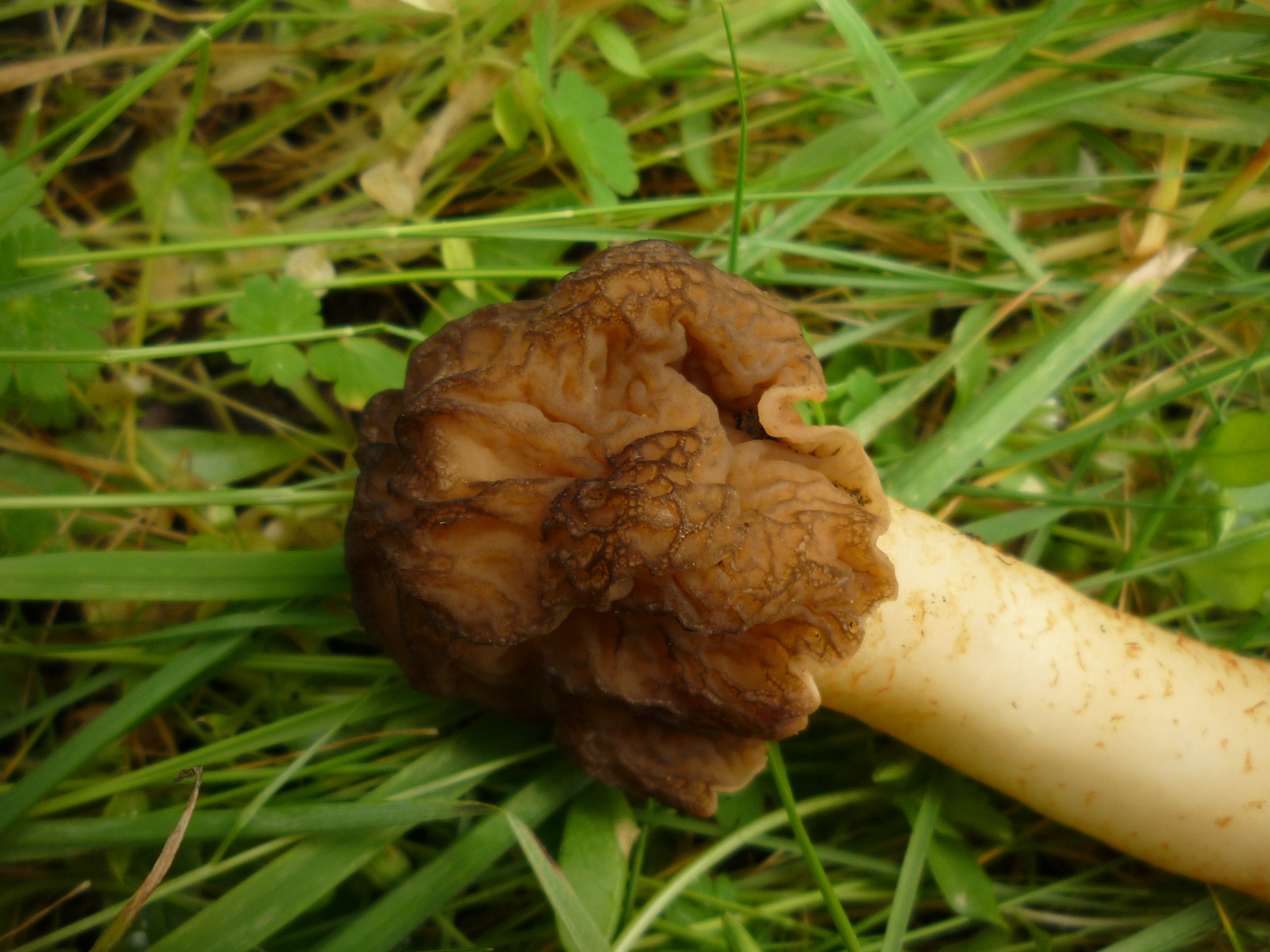
V. conica, corp fructifer mai bătrân
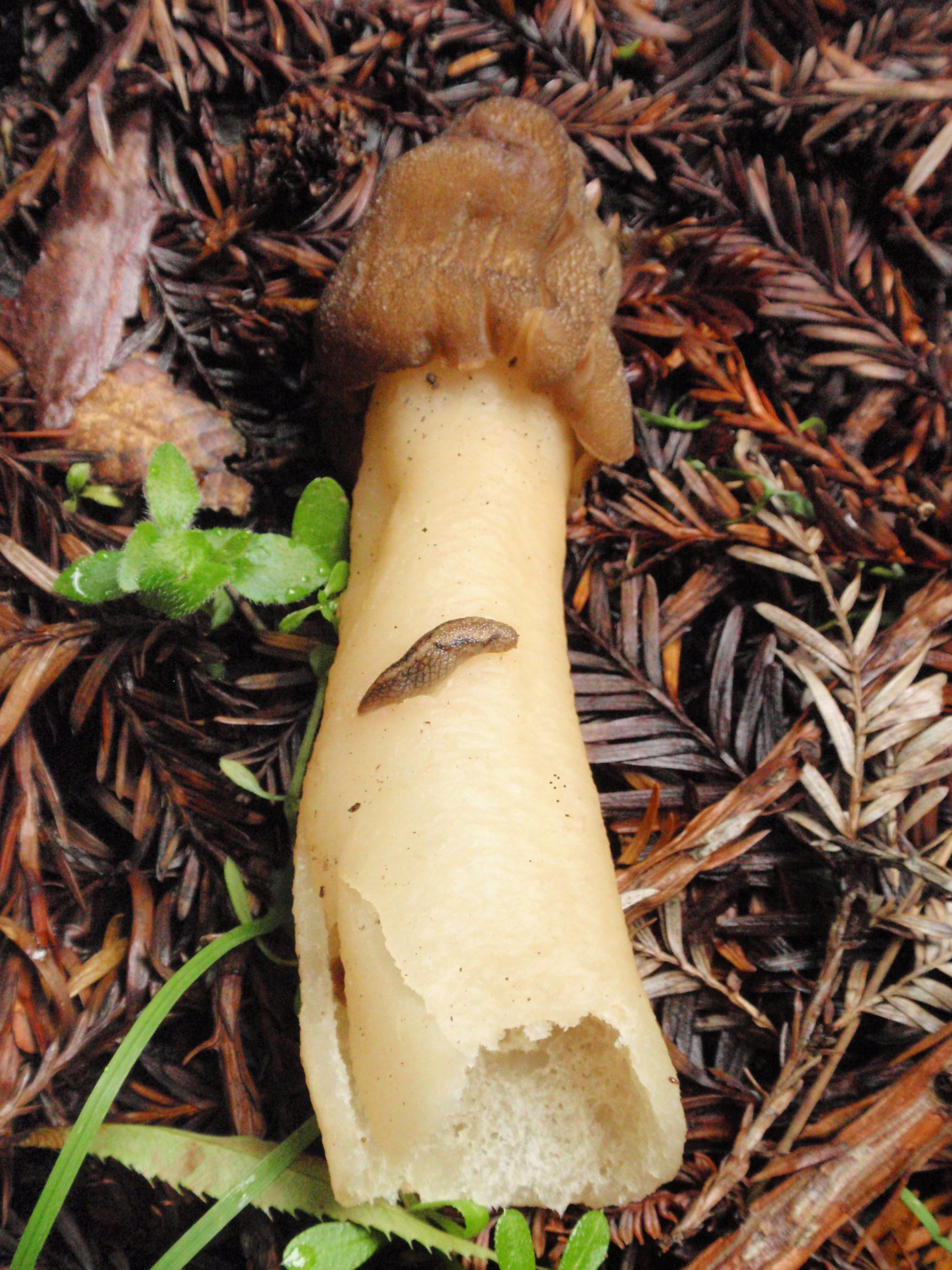
V. conica, picior

## Confuzii
Verpa conica poate fi confundată în primul rând cu alte specii ale acestui gen de ciuperci comestibile, cum sunt Verpa agaricoides, Verpa atro-alba, Verpa bohemica, Verpa digitaliformis, Verpa fulvo-cincta, Verpa grisea sau Verpa krombholzii. Acest soi este de confundat pentru începători și de exemplu cu exemplare tinere ale savuroaselor Morchella conica ori Morchella semilibera, dar de asemenea cu cel al letalei Gyromitra esculenta.

## Specii asemănătoare

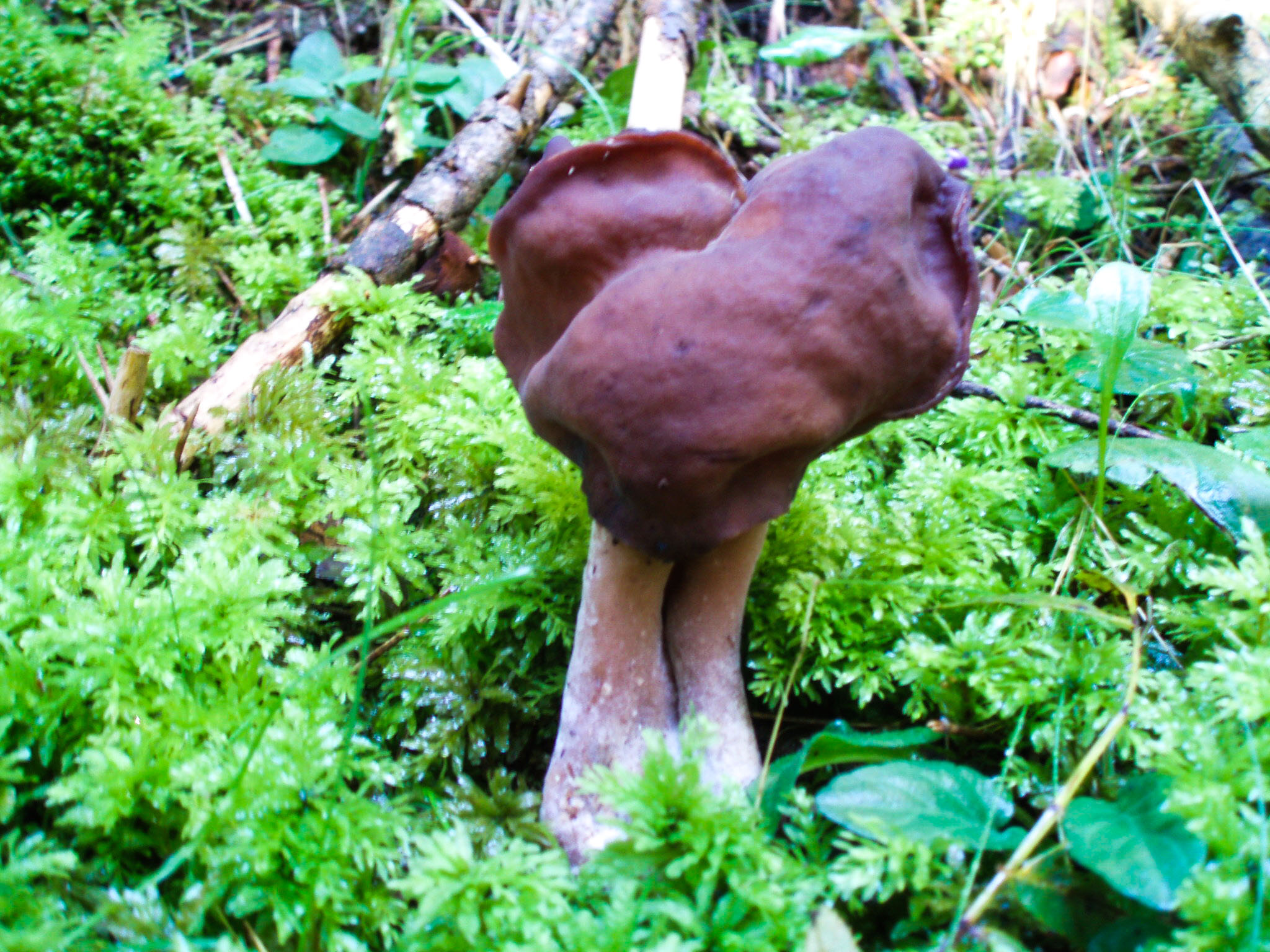
Gyromitra esculenta
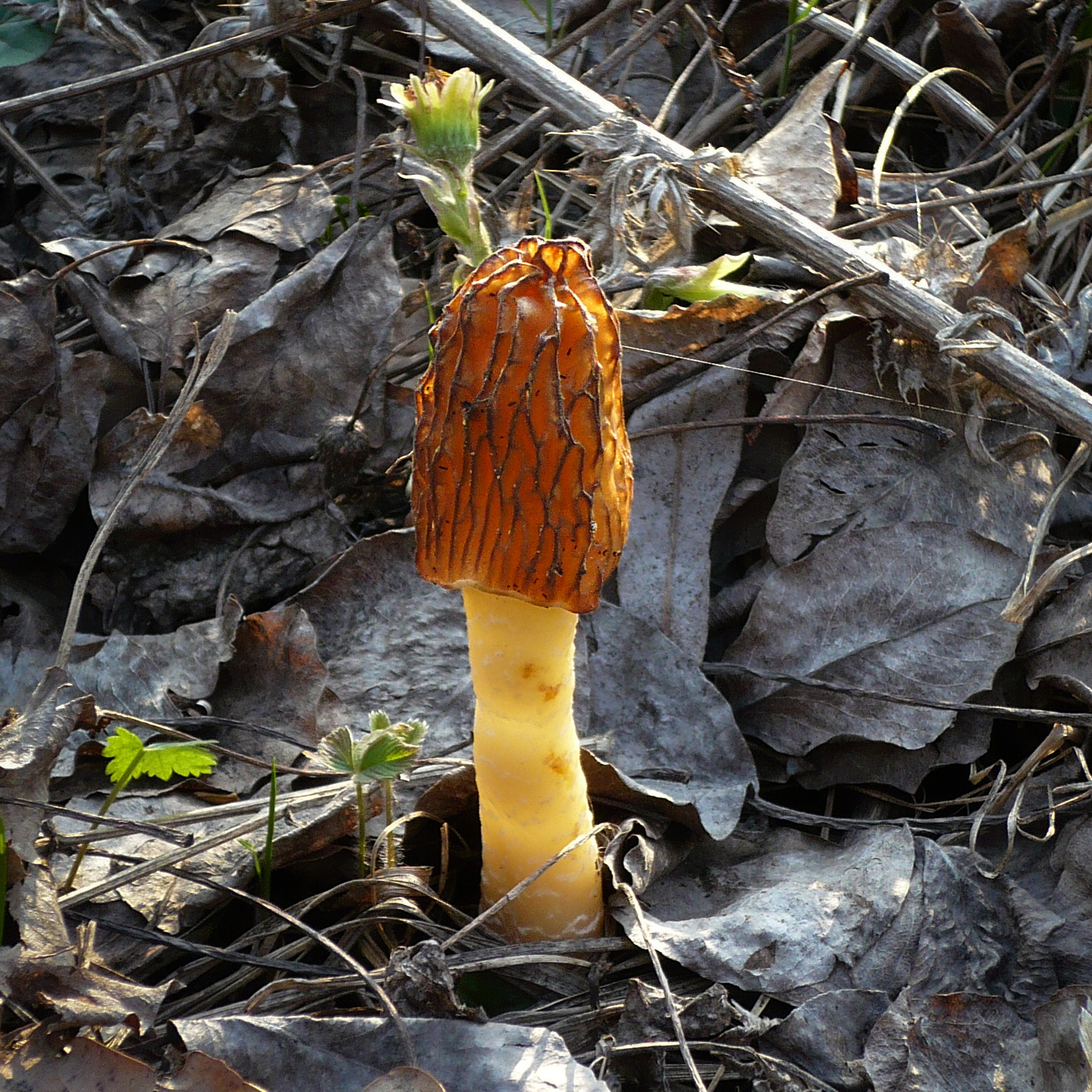
Morchella conica
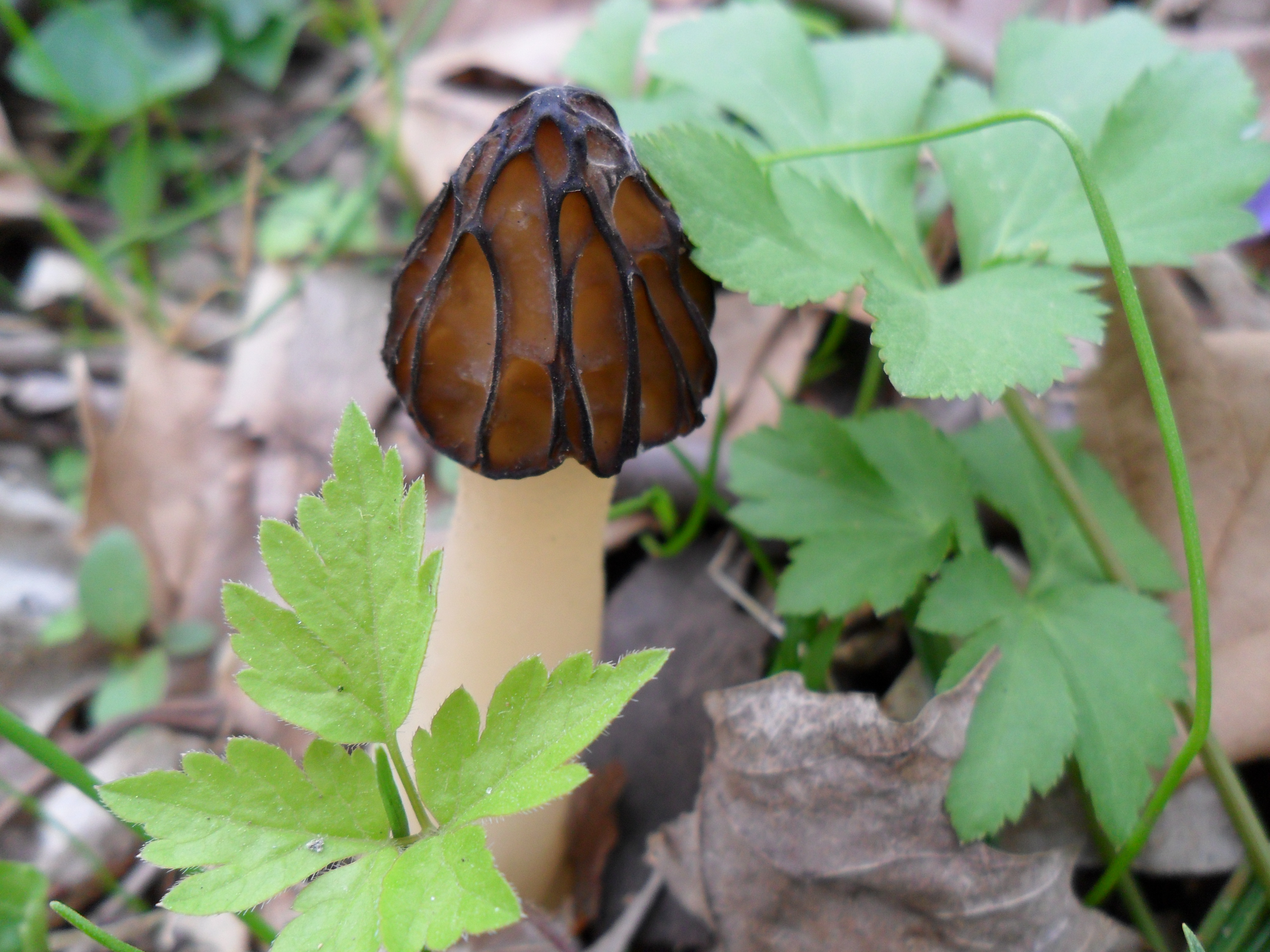
Morchella semilibera
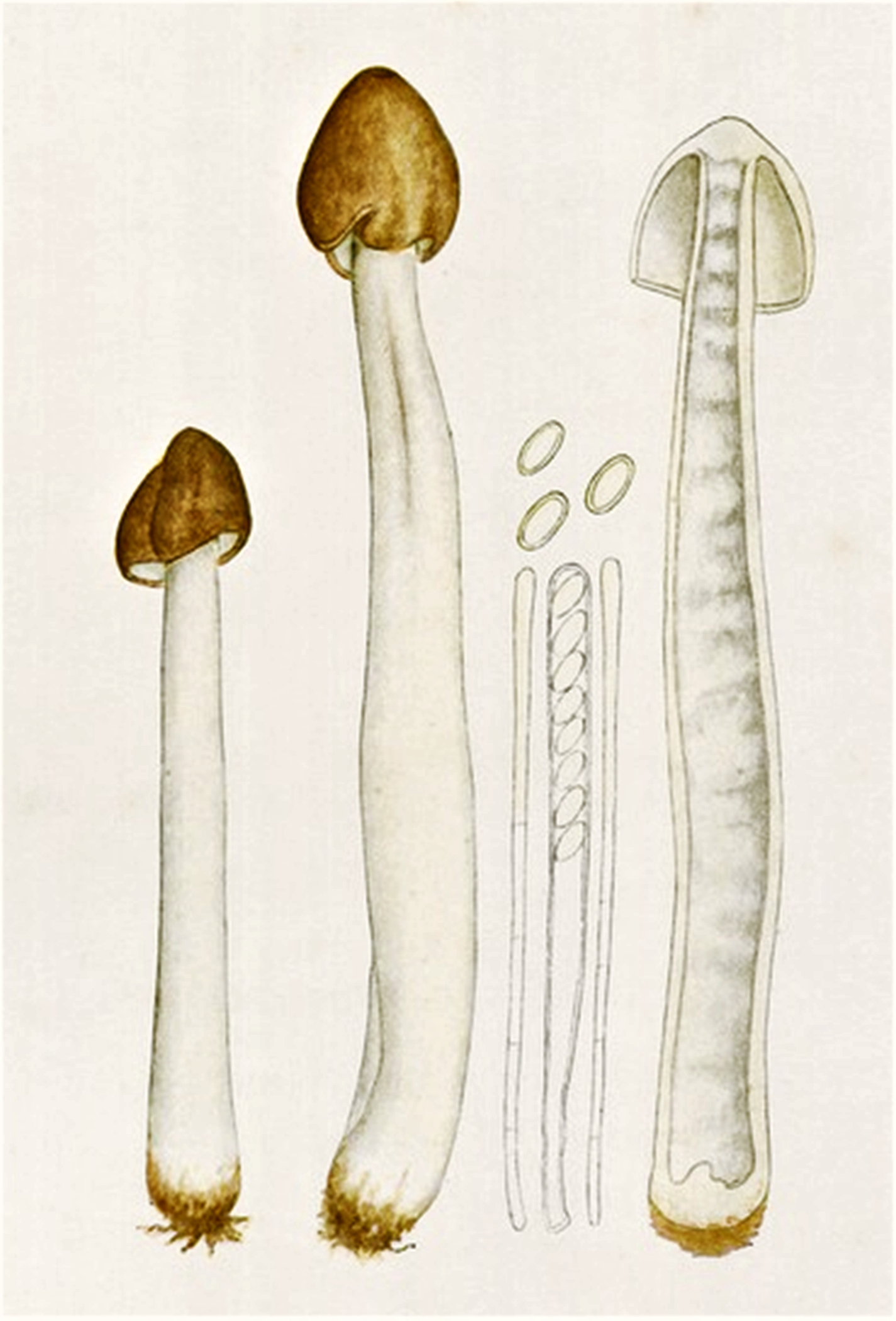
Verpa agaricoides
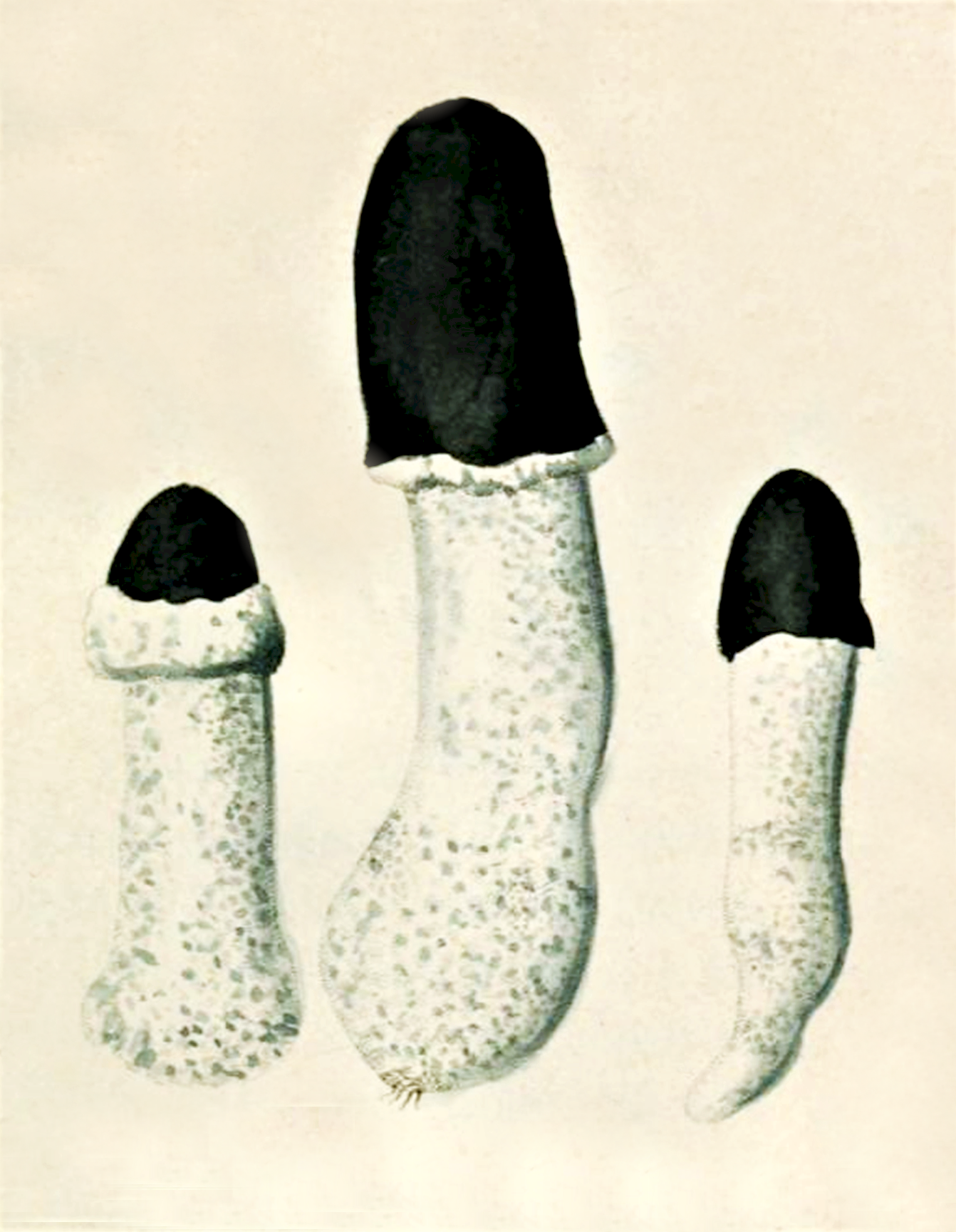
Verpa atro-alba
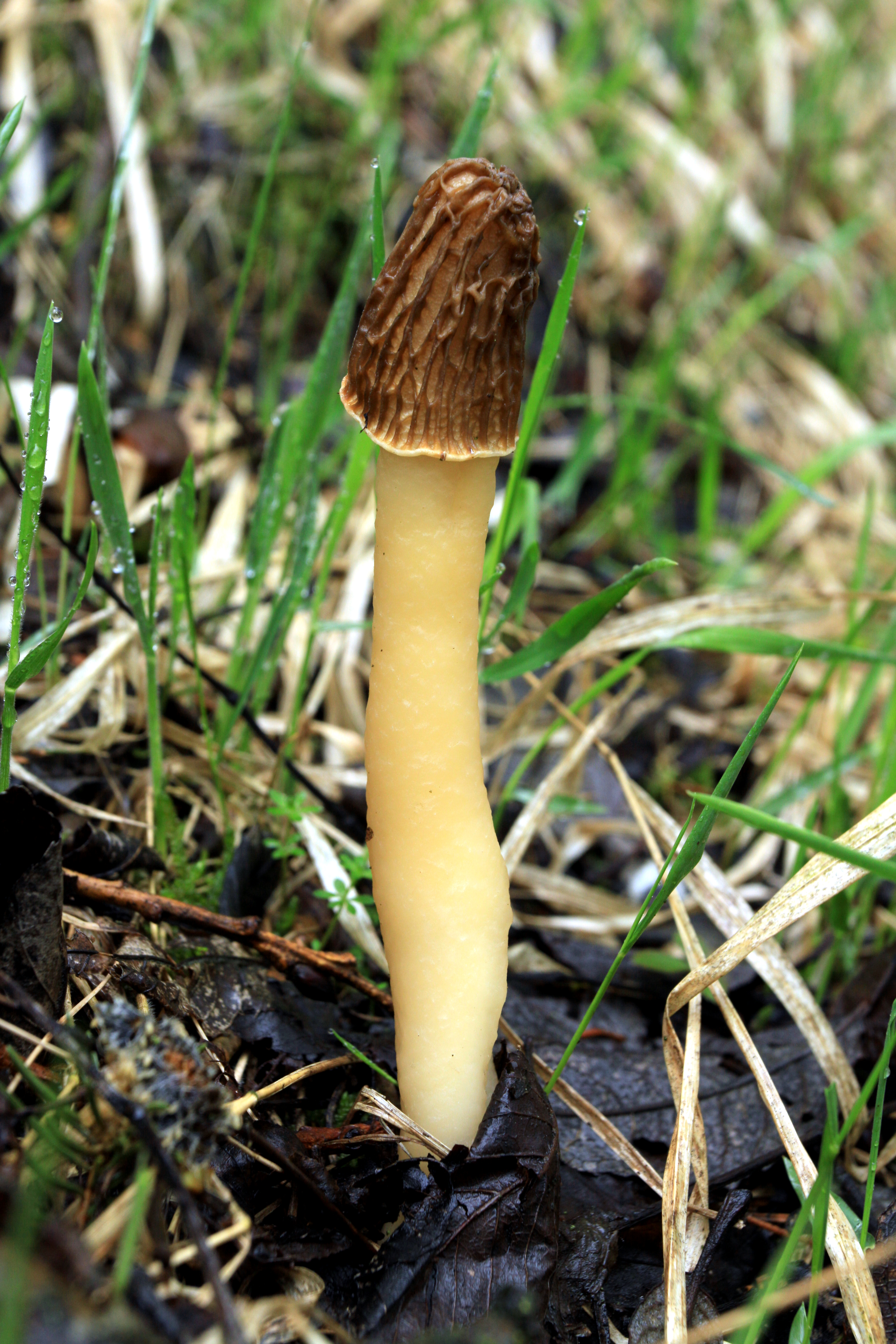
Verpa bohemica
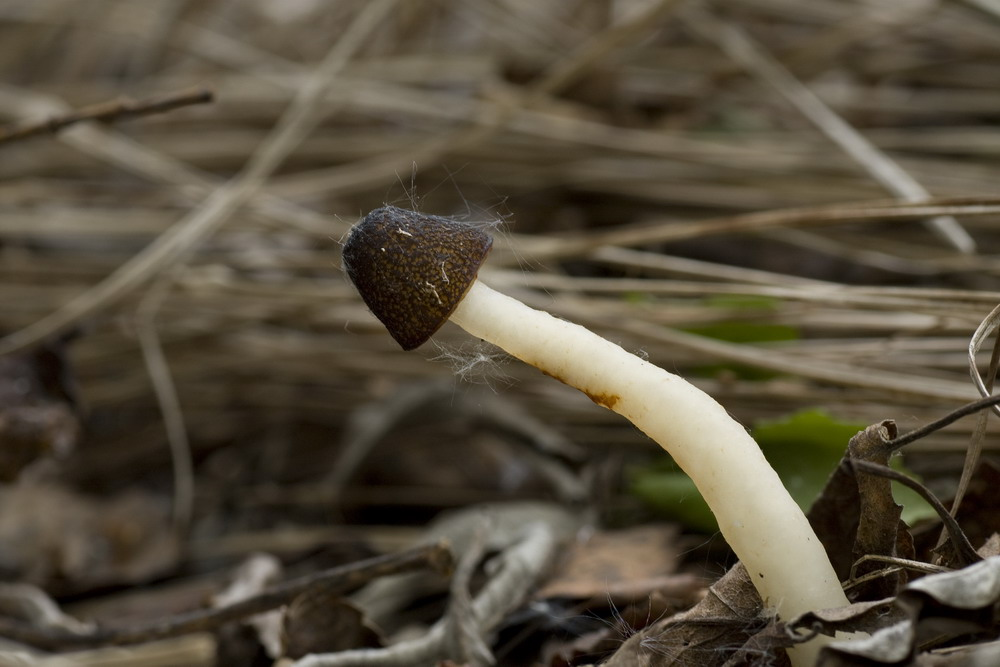
Verpa digitaliformis
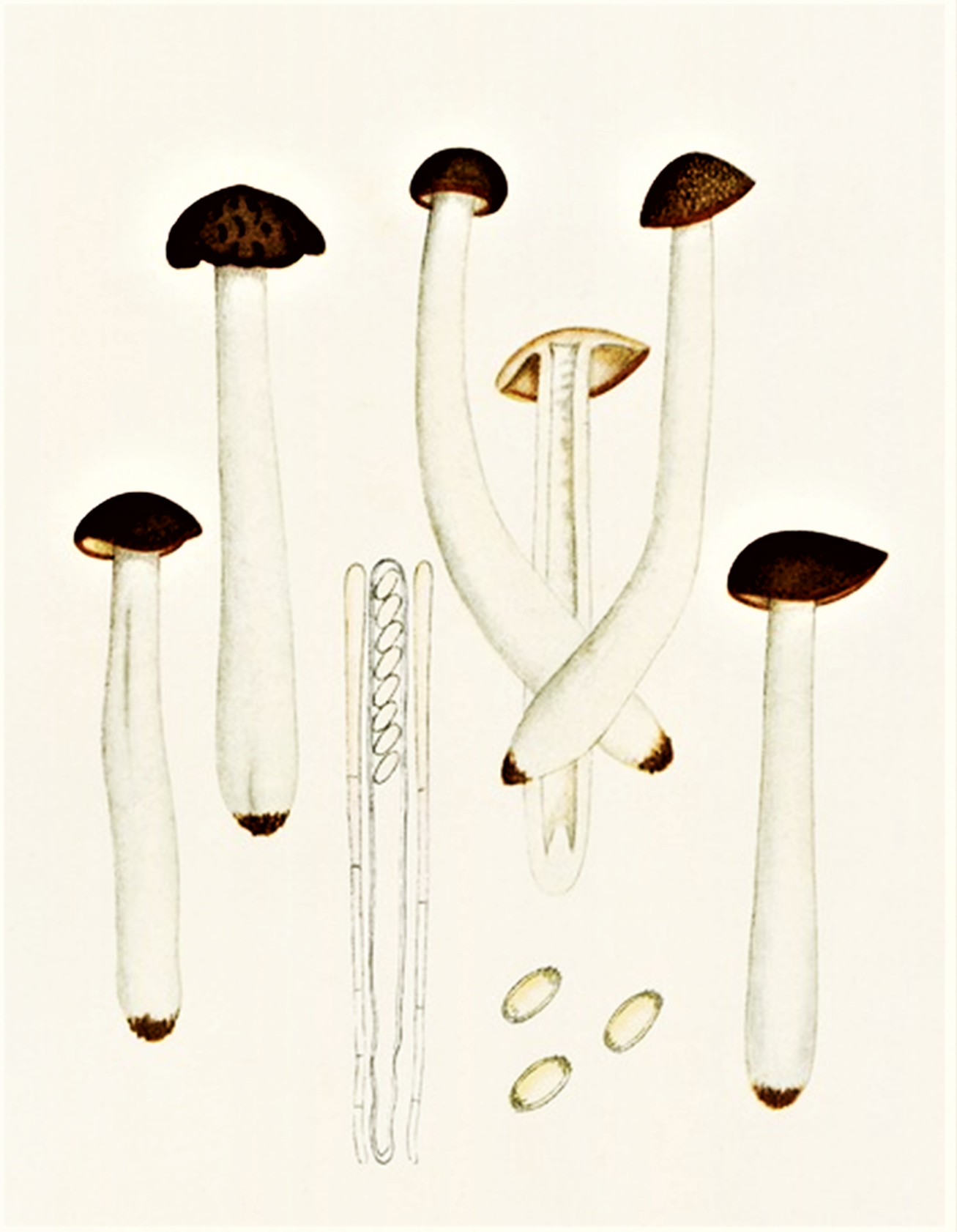
Verpa fulvo-cincta
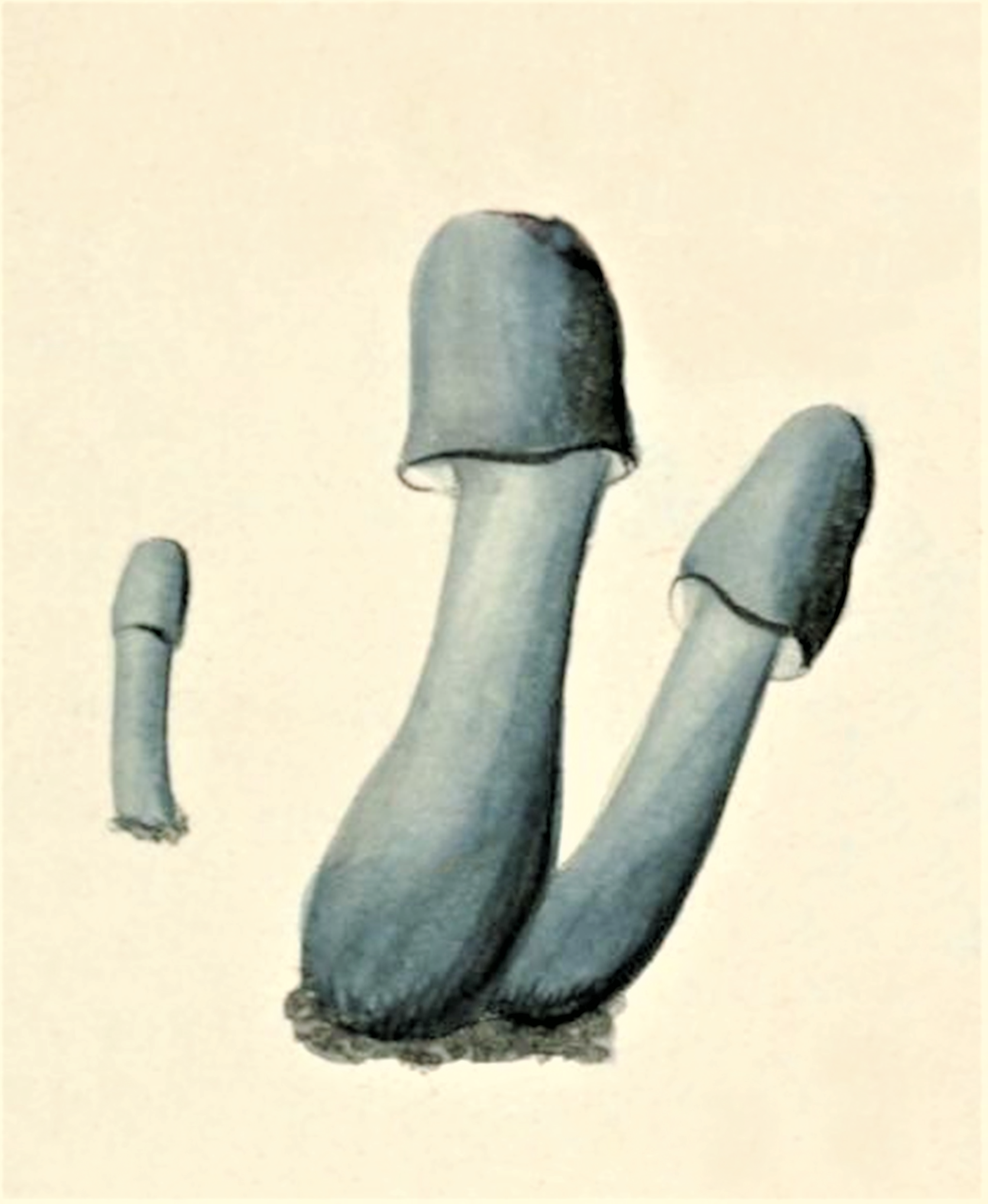
Verpa grisea
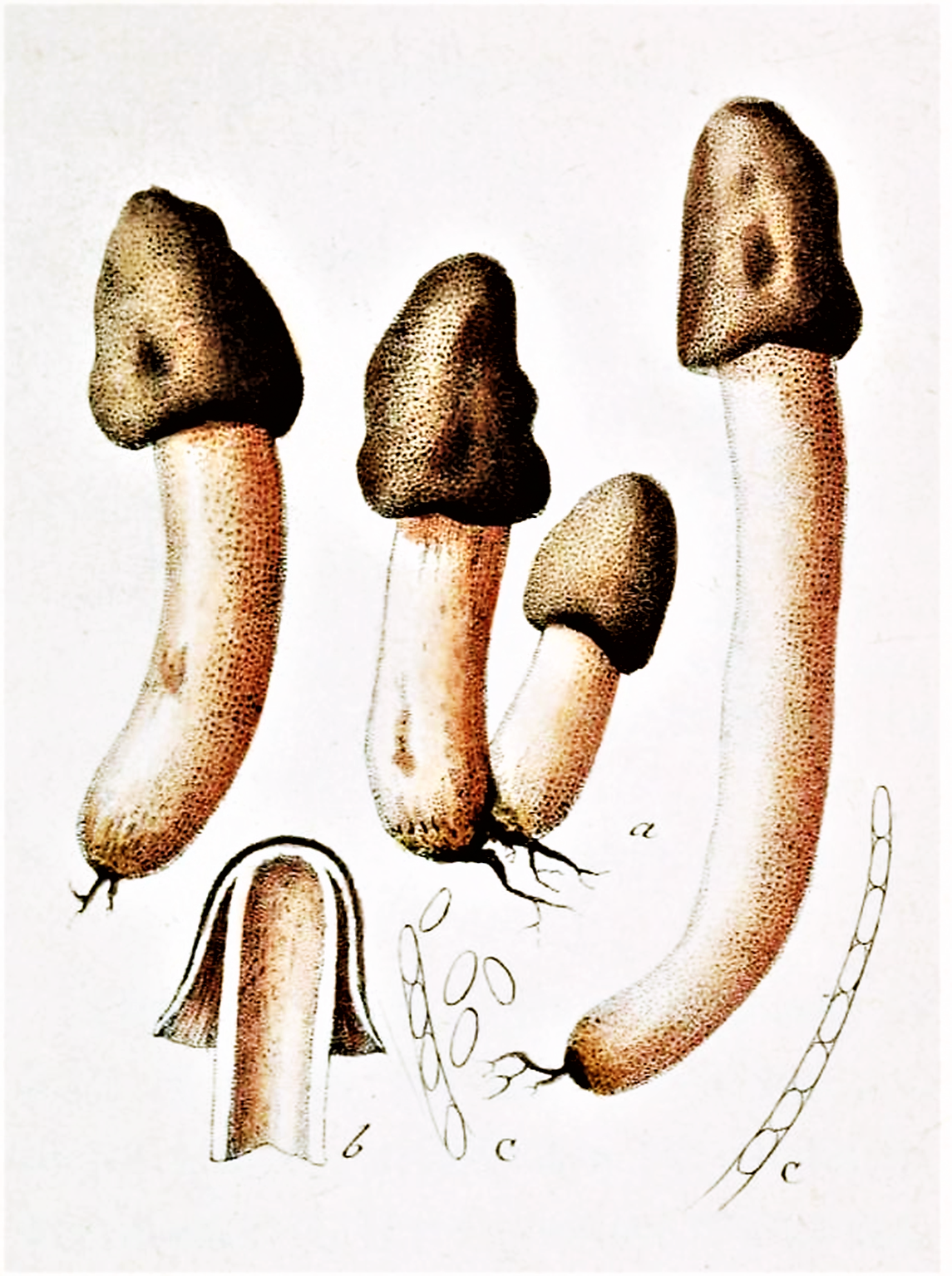
J. Sturm - Verpa krombholzii

## Valorificare

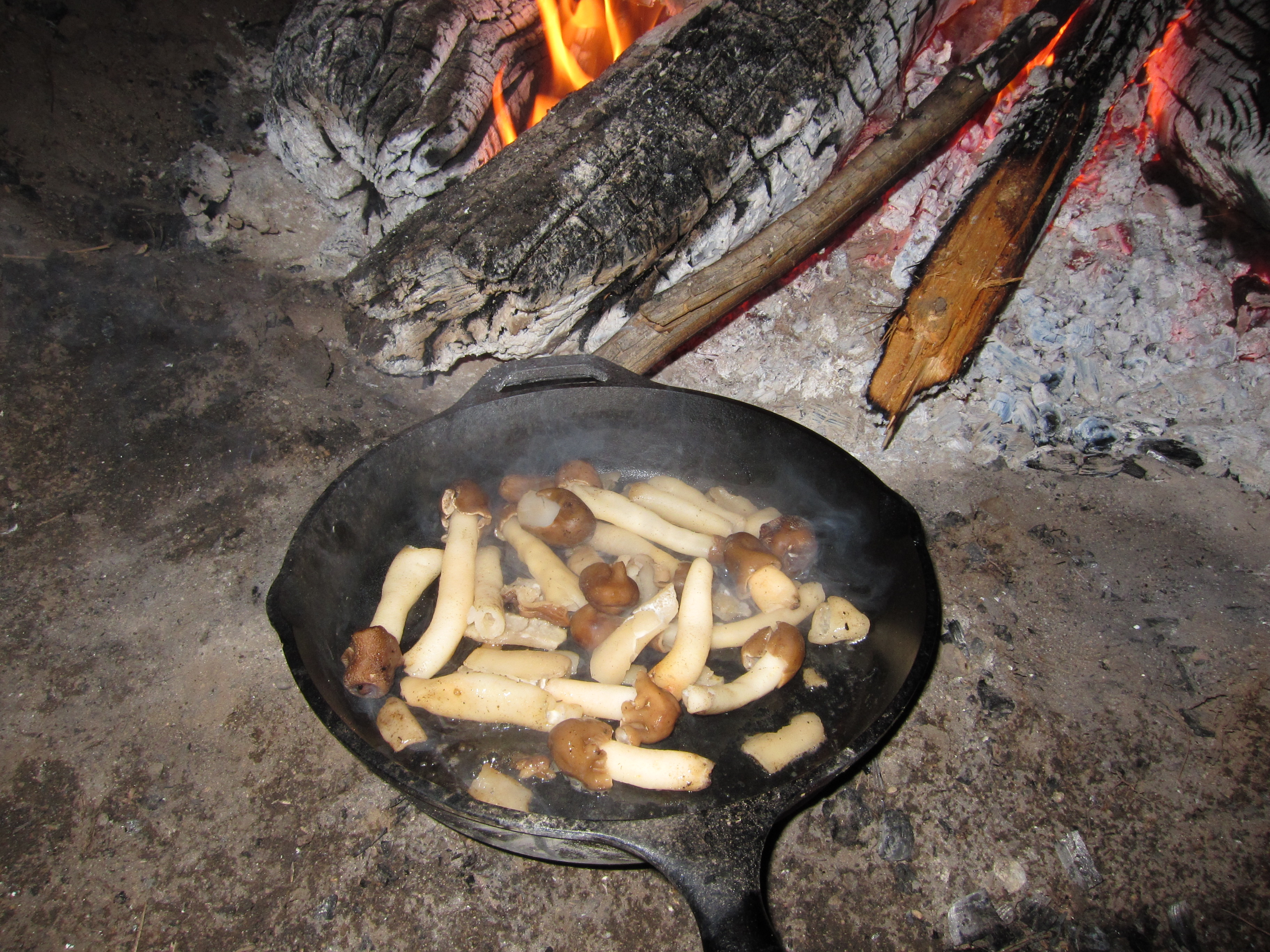
Mâncare

Mai întâi trebuie menționat, că zbârciogul corcit nu poate fi mâncat crud, pentru că este ușor otrăvitor în această stare, conținând puțină hidrazină (care se dizolvă în timpul fierberii).
Valoarea culinară nu atinge în nici un caz calitatea bureților de genul Morchella. Sigur că ciupercile pot fi preparate ca zbârciogii, mai bine însă este adăugarea lor, tăiate mărunt, la ei, de exemplu într-un sos, dar de asemenea la tocane sau fripturi de carne alba (curcan, porc, pui, vițel).
Ciuperca se poate usca, dar rezultatul nu este foarte impunător.

## Bibiliografie
- Marcel Bon: “Pareys Buch der Pilze”, Editura Kosmos, Halberstadt 2012, ISBN 978-3-440-13447-4
- Bruno Cetto, volumele 1-3 (vezi la note).
- Jean-Louis Lamaison & Jean-Marie Polese: „Der große Pilzatlas“, Editura Tandem Verlag GmbH, Potsdam 2012, ISBN 978-3-8427-0483-1
- J. E. și M. Lange: „BLV Bestimmungsbuch - Pilze”, Editura BLV Verlagsgesellschaft, München, Berna Viena 1977, ISBN 3-405-11568-2
- Till E. Lohmeyer & Ute Künkele: „Pilze – bestimmen und sammeln”, Editura Parragon Books Ltd., Bath 2014, ISBN 978-1-4454-8404-4
- Meinhard Michael Moser: „Kleine Kryptogamenflora der Pilze - Partea a.: „Höhere Phycomyceten und Ascomyceten”, Editura G. Fischer, Jena 1950
- Linus Zeitlmayr: „Knaurs Pilzbuch”, Editura Droemer Knaur, München-Zürich 1976, ISBN 3-426-00312-0